# Giovanni Giacomazzi
Giovanni Giacomazzi est un footballeur italien né le 18 janvier 1928 à San Martino di Lupari et mort le 12 décembre 1995 à Milan. Il évoluait au poste de défenseur.

## Biographie
International, il reçoit 8 sélections en équipe d'Italie de 1954 à 1955. Il fait partie de l'équipe italienne lors de la Coupe du monde 1954. L'équipe quitte la Suisse dès le premier tour.

## Carrière
- 1948-1949 :  US Luparense
- 1949-1957 :  Inter Milan
- 1957-1964 :  Alexandrie Calcio
- 1964-1966 :  AC Meda[2],[3]

## Palmarès

### En club
Avec l'Inter Milan :
- Champion d'Italie en 1954